# Israel i olympiska sommarspelen 1996
Israel deltog i de olympiska sommarspelen 1996 med en trupp bestående av 25 deltagare, och Israel tog en medalj i bronsvalör.

## Boxning
Flugvikt
- Vladislav Neiman
  - 1:a omgång: förlorade mot Bolat Dzhumadilov  Kazakstan 7:18

## Brottning
Mellanvikt, grekisk-romersk stil
- Gotsha Tsitsiashvili – 5:e plats
  - 1:a omgången: besegrade Tuomo Karila  Finland 2:0
  - 2:a omgången: besegrade Park Myung-Suk  Sydkorea 4:1
  - Kvartsfinal: bye
  - Semifinal: förlorade mot Thomas Zander  Tyskland 1:3
  - Återkval, 6th round: förlorade mot Däulet Turlychanov  Kazakstan 0:4
  - 5-6:e plats: besegrade Martin Lidberg  Sverige Walk-over

## Friidrott
Herrarnas tresteg
- Rogel Nachum
  - Kval — 16,67m (→ 17:e plats)

Herrarnas höjdhopp
- Konstantin Matusevich
  - Kval — 2,26m (→ 17:e plats)

Herrarnas stavhopp
- Danny Krasnov
  - Kval — 5,60m (→ 12:e plats)
  - Final — 5,60m (→ 11:e plats)

- Konstantin Semyonov
  - Kval — 5,40m (→ 20:e plats)

## Fäktning
Damernas florett
- Lydia Hatuel-Zuckerman
- Ayelet Ohayon
- Lilach Parisky

Damernas florett, lag
- Lydia Hatuel-Zuckerman, Ayelet Ohayon, Lilach Parisky: 9:e plats

## Judo
Herrarnas lättvikt
- Oren Smadja

Damernas halv mellanvikt
- Yael Arad – 5:e plats

## Kanotsport
Damernas K-1 500 m
- Lior Carmi
  - Heat: 1:57,675 (6:e plats)
  - Återkval: 2:05,737 (4:e plats)
  - Semifinal: 1:54,899 (7:e plats)

## Segling
| Kön    | Gren    | Seglare                      | Resultat   | Ref |
| ------ | ------- | ---------------------------- | ---------- | --- |
| Herrar | Mistral | Gal Fridman                  | Brons      |     |
| Herrar | 470     | Nir Shantal & Ran Shantal    | 19th place |     |
| Damer  | 470     | Shani Kedmi & Anat Fabrikant | 12th place |     |